# Article 64 de la Constitution belge
L'article 64 de la Constitution belge fait partie du titre III Des pouvoirs. Il fixe les conditions d'éligibilité.
Il date du 7 février 1831 et était à l'origine — sous l'ancienne numérotation — l'article 50. Il a été révisé en 1920, en 1991 et en 2014.

## Texte
« Pour être éligible, il faut : 
 1° être Belge ; 
 2° jouir des droits civils et politiques ; 
 3° être âgé de dix-huit ans accomplis ; 
 4° être domicilié en Belgique. 
 Aucune autre condition d'éligibilité ne peut être requise. »

## Histoire
Hormis l'âge requis pour être éligible, qui est passé de 25 à 21 ans en 1991, puis à 18 ans en 2014, cet article n'a presque pas évolué. Il n'y a jamais eu de cens d'éligibilité à la Chambre des représentants.